# Parlamentsvalget i Israel 2013
Valget i Israel 2013 var det 19. valg til Israels nationalforsamling Knesset, afholdt den 22. januar 2013. Statsminister Benjamin Netanyahus samarbejdsliste mellem Likud og Yisrael Beiteinu mistede 11 sæder i Knesset, og endte med 31 sæder i alt. Centrumskandidaten Yair Lapid og det nystartede partiet Yesh Atid blev valgets vindere med 19 sæder. Kadima, som vandt flest sæder ved Valget i Israel 2009, mistede næsten alle og endte med to sæder. Da 99% af stemmerne var talt op viste resultatet at højresiden og de religiøse ortodokse partierne havde fået 60 sæder, mens centrum-venstresiden og de arabiske partier havde fået 60 sæder. 
Partierne Yesh Atid og Det jødiske hjem laget en aftale som sa at det ene parti ikke ville gå ind i en regering uden det andet, noget som effektivt forhindrede en regeringsdannelse uden disse partier. 14. marts 2013 blev en koalitionsregering mellem højrepartierne Likud, Yisrael Beiteinu og Det jødiske hjem og centrumspartierne Yesh Atid og Hatnuah annonceret. 

## Valgresultater
| Parti                     | Leder              | Stemmer | %      | Sæder | +/- |
| ------------------------- | ------------------ | ------- | ------ | ----- | --- |
| Likud og Yisrael Beiteinu | Benjamin Netanyahu | 885.054 | 23,34% | 31    | -11 |
| Yesh Atid                 | Yair Lapid         | 543 458 | 14,33% | 19    | +19 |
| Arbeiderpartiet           | Shelly Yachimovich | 432 118 | 11,39% | 15    | +2  |
| Det jødiske hjem          | Naftali Bennett    | 345 985 | 9,12%  | 12    | +9  |
| Shas                      | Eli Yishai         | 331 868 | 8,75%  | 11    | 0   |
| United Torah Judaism      | Yaakov Litzman     | 195 892 | 5,16%  | 7     | +2  |
| Hatnuah                   | Tzipi Livni        | 189 167 | 4,99%  | 6     | +6  |
| Meretz                    | Zahava Gal-On      | 172 403 | 4,55%  | 6     | +3  |
| United Arab List og Ta'al | Ibrahim Sarsur     | 138 450 | 3,65%  | 4     | 0   |
| Hadash                    | Mohammad Barakeh   | 113 439 | 2,99%  | 4     | 0   |
| Balad                     | Jamal Zahalka      | 97 030  | 2,56%  | 3     | 0   |
| Kadima                    | Shaul Mofaz        | 79 081  | 2,09%  | 2     | -26 |